# Badminton-Mannschaftspanamerikameisterschaft 2022
Die Badminton-Mannschaftspanamerikameisterschaft 2022 fand vom 17. bis zum 20. Februar 2022 in Acapulco in Mexiko statt. Die Meisterschaft war gleichzeitig Qualifikationsturnier für den Thomas Cup 2022 und den Uber Cup 2022.

## Medaillengewinner
| Disziplin  | Gold | Silber | Bronze |
| ---------- | --- | --- | --- |
| Herrenteam | Kanada B. R. Sankeerth Victor Lai Kevin Lee Ty Alexander Lindeman Josh Nguyen Imran Wadia Nyl Yakura Brian Yang             | Brasilien Izak Batalha Ygor Coelho Fabrício Farias Francielton Farias Jonathan Matias Donnians Oliveira Artur Silva Pomoceno Davi Silva Deivid Silva Matheus Voigt | Mexiko Andrés López Job Castillo Armando Gaitan Luis Ramón Garrido Sebastian Martinez Cardoso Luis Montoya Rodrigo Morales Lino Muñoz Gerardo Saavedra |
| Damenteam  | Vereinigte Staaten Natalie Chi Francesca Corbett Jennie Gai Lauren Lam Allison Lee Kodi Tang Lee Sanchita Pandey Esther Shi | Kanada Rachel Chan Catherine Choi Rachel Honderich Crystal Lai Camille Leblanc Alexandra Mocanu Talia Ng Josephine Wu Eliana Zhang Wen Yu Zhang                    | Brasilien Jeisiane Alves Jaqueline Lima Sâmia Lima Sânia Lima Tamires Santos Juliana Viena Vierra                                                      |

## Herrenteam

### Gruppe A
| Platz | Team               | Pld | W | L | MF | MA | MD | GF | GA | GD  | PF  | PA  | PD  | Pts |   |
| ----- | ------------------ | --- | - | - | -- | -- | -- | -- | -- | --- | --- | --- | --- | --- | - |
| 1     | Kanada             | 2   | 2 | 0 | 9  | 1  | +8 | 19 | 6  | +13 | 502 | 413 | +89 | 2   | Q |
| 2     | Vereinigte Staaten | 2   | 1 | 1 | 5  | 5  | 0  | 12 | 12 | 0   | 431 | 447 | −16 | 1   | Q |
| 3     | Guatemala          | 2   | 0 | 2 | 1  | 9  | −8 | 6  | 19 | −13 | 413 | 486 | −73 | 0   |   |

- Kanada gegen USA

- Guatemala gegen USA

- Kanada gegen Guatemala

### Gruppe B
| Platz | Team      | Pld | W | L | MF | MA | MD  | GF | GA | GD  | PF  | PA  | PD   | Pts |   |
| ----- | --------- | --- | - | - | -- | -- | --- | -- | -- | --- | --- | --- | ---- | --- | - |
| 1     | Brasilien | 2   | 2 | 0 | 8  | 2  | +6  | 18 | 6  | +12 | 475 | 350 | +125 | 2   | Q |
| 2     | Mexiko    | 2   | 1 | 1 | 7  | 3  | +4  | 15 | 9  | +6  | 445 | 404 | +41  | 1   | Q |
| 3     | Peru      | 2   | 0 | 2 | 0  | 10 | −10 | 2  | 20 | −18 | 293 | 459 | −166 | 0   |   |

- Mexiko gegen Brasilien

- Peru gegen Brasilien

- Mexiko gegen Peru

### Spiel um Platz 5
- Guatemala gegen Peru

### Endrunde
|  | Halbfinale          | Halbfinale  |                    |   | Finale      | Finale      |
|  |                     |             |                    |   |             |             |
|  | Kanada              | 3           |                    |   |             |             |
|  | Mexiko              | 1           |                    |   |             |             |
|  | 19. Februar         |             |                    |   |             |             |
|  |                     |             | 20. Februar        |   |             |             |
|  | Kanada              | 3           |                    |   |             |             |
|  |                     | Brasilien   | 2                  |   |             |             |
|  |                     |             |                    |   |             |             |
|  | Spiel um Platz drei |             |                    |   |             |             |
|  | 19. Februar         | 19. Februar | Mexiko             | 3 |             |             |
|  | Vereinigte Staaten  | 0           | Vereinigte Staaten | 0 |             |             |
|  | Brasilien           | 3           |                    |   | 20. Februar | 20. Februar |

#### Halbfinale
- Kanada gegen Mexiko

- USA gegen Brasilien

#### Spiel um 3. Platz
- Mexiko gegen USA

#### Finale
- Kanada gegen Brasilien

## Damenteam

### Gruppe A
| Platz | Team      | Pld | W | L | MF | MA | MD  | GF | GA | GD  | PF  | PA  | PD   | Pts |   |
| ----- | --------- | --- | - | - | -- | -- | --- | -- | -- | --- | --- | --- | ---- | --- | - |
| 1     | Kanada    | 2   | 2 | 0 | 10 | 0  | +10 | 20 | 2  | +18 | 454 | 253 | +201 | 2   | Q |
| 2     | Guatemala | 2   | 1 | 1 | 5  | 5  | 0   | 9  | 12 | −3  | 311 | 393 | −82  | 1   | Q |
| 3     | Peru      | 2   | 0 | 2 | 0  | 10 | −10 | 3  | 18 | −15 | 302 | 421 | −119 | 0   |   |

- Kanada gegen Guatemala

- Peru gegen Guatemala

- Kanada gegen Peru

### Gruppe B
| Platz | Team               | Pld | W | L | MF | MA | MD  | GF | GA | GD  | PF  | PA  | PD   | Pts |   |
| ----- | ------------------ | --- | - | - | -- | -- | --- | -- | -- | --- | --- | --- | ---- | --- | - |
| 1     | Vereinigte Staaten | 2   | 2 | 0 | 10 | 0  | +10 | 20 | 1  | +19 | 432 | 256 | +176 | 2   | Q |
| 2     | Brasilien          | 2   | 1 | 1 | 3  | 7  | −4  | 8  | 15 | −7  | 367 | 422 | −55  | 1   | Q |
| 3     | Mexiko             | 2   | 0 | 2 | 2  | 8  | −6  | 5  | 17 | −12 | 312 | 433 | −121 | 0   |   |

- USA gegen Mexiko

- Brasilien gegen Mexiko

- USA gegen Brasilien

### Spiel um Platz 5
- Peru gegen Mexiko

### Endrunde
|  | Halbfinale          | Halbfinale         |             |   | Finale      | Finale      |
|  |                     |                    |             |   |             |             |
|  | Kanada              | 3                  |             |   |             |             |
|  | Guatemala           | 0                  |             |   |             |             |
|  | 19. Februar         |                    |             |   |             |             |
|  |                     |                    | 20. Februar |   |             |             |
|  | Kanada              | 0                  |             |   |             |             |
|  |                     | Vereinigte Staaten | 3           |   |             |             |
|  |                     |                    |             |   |             |             |
|  | Spiel um Platz drei |                    |             |   |             |             |
|  | 19. Februar         | 19. Februar        | Guatemala   | 0 |             |             |
|  | Brasilien           | 0                  | Brasilien   | 3 |             |             |
|  | Vereinigte Staaten  | 3                  |             |   | 20. Februar | 20. Februar |

#### Halbfinale
- Kanada gegen Guatemala

- Brasilien gegen USA

#### Spiel um Platz 3
- Guatemala gegen Brasilien

#### Finale
- Kanada gegen USA